# Irene Morgan Kirkaldy
Irene Morgan Kirkaldy (Baltimore, 1917 – Nueva York, 10 de agosto de 2007) fue una pionera del movimiento por los Derechos Civiles en Estados Unidos. Fue conocida por haber sido detenida en 1944 tras negarse a ceder su asiento de autobús a una pareja blanca y por su resistencia al arresto (que incluyó su agresión al agente que la detuvo).
El caso fue llevado a la Corte Suprema de los Estados Unidos gracias a la apelación del abogado Thurgood Marshall. En junio de 1946 el Tribunal falló en contra de la ley del Estado de Virginia que dictaminaba la separación de razas en el transporte de viajeros. El fallo abrió las puertas a otras reclamaciones del movimiento por los derechos civiles, incluyendo el final de la segregación racial en todo el país tras el incidente similar de Rosa Parks en un autobús en Montgomery en 1955.
Se graduó en la universidad en 1985, con 68 años. Fue galardonada en 2001 con la Presidential Citizens Medal, segunda condecoración civil más importante de EE. UU.